# Sakito Maru
Sakito Maru (崎戸丸) foi um navio cargueiro japonês de 7.126 toneladas, utilizado para transporte de tropas durante a Segunda Guerra Mundial, torpedeado em 1º de Março de 1944 com pesada perda de vidas.

## O Navio
O Sakito Maru foi construído e lançado em 1938 pela Mitsubishi Zosen Kaisha em Nagasáqui sob encomenda da companhia de navegação Nippon Yusen Kaisha, de Tóquio. Possuía 145 metros de comprimento, 19 metros de largura, calado de 12,5 metros e 7.126 toneladas de deslocamento.

## Serviço
Colocado em serviço para realizar a rota para Nova Iorque, antes, porém, fazia um giro pelo Sudeste Asiático, com escalas nas Filipinas, Hong Kong, Xangai e  Tientsin, para carregar mercadorias, retornando ao Japão, e, finalmente, cruzava o  Pacífico até Los Angeles. Dali, seguia para Nova Iorque, via Canal do Panamá, com escalas em vários portos da  Costa Leste ( Boston, Baltimore e Norfolk).
Sua carga consistia em seda crua do Japão, açúcar, manganês e óleo de palma das Filipinas. Em sua viagem de retorno, sua carga geralmente consistia em produtos siderúrgicos, algodão e carga geral.
Em 04 de setembro de 1940, o navio colidiu com a barcaça Olympic, no Porto de Los Angeles, causando a morte de oito pescadores que nela se encontravam.
Em 3 de dezembro de 1941, o navio foi requisitado pelo Exército imperial japonês, e convertido em transporte de tropas.

## Afundamento
Em 29 de fevereiro de 1944, o Sakito Maru transportava soldados do 18º Regimento de Infantaria do Exército Imperial, como parte do comboio MATSU-01, com destino a Tinian (Ilhas Marianas), do qual também participavam os navios Aki Maru e Tozan Maru, escoltados por três  destroieres (o  Asashimo, o Kishinami e o Okinami).
O comboio foi atacado pelo USS Trout, no Mar das Filipinas, aproximadamente  625 milhas a leste de Taiwan.
O submarino danificou gravemente o navio de passageiros Aki Maru e afundou o Sakito Maru, o qual fora atingido às 17:56 por dois torpedos e acabou pegando fogo. Dos 3.500 homens a bordo, 2.475 foram mortos na ação, dentre soldados, artilheiros e tripulantes. Também foram perdidos vários tanques leves e a maioria dos equipamentos do regimento.
O Asashimo detectou o submarino USS Trout e despejou dezenove cargas de profundidade. Óleo e detritos vieram à superfície e o destroier despejou uma carga de profundidade final naquele local, afundando o submarino americano na posição 22° 40′ N, 131° 45′ L.

## References
1. 1 2 3 4 5 6  Hackett, Bob (2012–2016). «IJA Transport SAKITO MARU:Tabular Record of Movement». www.combinedfleet.com. Consultado em 20 de dezembro de 2019
2. 1 2  «Sakito Maru (+1944)». Wrecksite. Consultado em 20 de dezembro de 2019
3. ↑  Hoyt, Edwin P. (1980). To the Marianas: War in the Central Pacific: 1944. New York: Van Nostrand Reinhold Company. p. 240